# Чагарниця іржаста

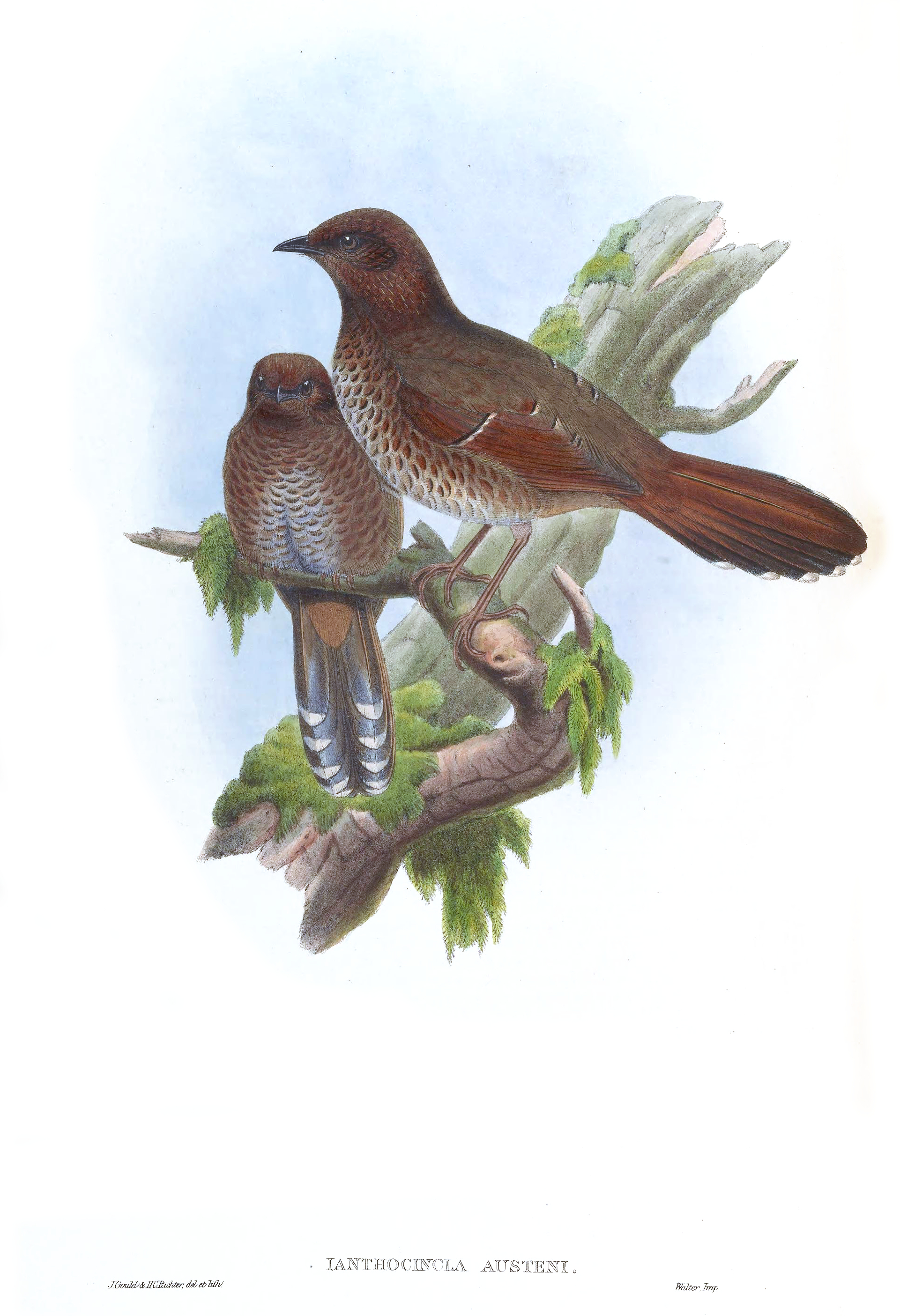
Іржасті чагарниці

Чагарни́ця іржаста (Trochalopteron austeni) — вид горобцеподібних птахів родини Leiothrichidae. Мешкає в Індії і М'янмі.

## Підвиди
Виділяють два підвиди:
- T. a. austeni Godwin-Austen, 1870 — Північно-Східна Індія;
- T. a. victoriae (Rippon, 1906) — Західна М'янма.

## Поширення і екологія
Іржасті чагарниці мешкають у вологих гірських тропічних лісах на кордоні Індії і М'янми. Зустрічаються на висоті від 1800 до 3000 м над рівнем моря. Живляться комахами і насінням. Сезон розмноження триває з квітня по серпень.